# Współczynnik prądu serca
Współczynnik prądu serca F – stosunek natężenia pola elektrycznego (gęstość prądu) w sercu dla określonej drogi przepływu prądu elektrycznego do natężenia przepływu prądu do natężenia pola elektrycznego (gęstość prądu) w sercu, przy prądzie o tym samym natężeniu na drodze od lewej ręki do stóp. 
Różne drogi przepływu prądu elektrycznego przez ciało człowieka powodują różne skutki fizjologiczne. Do oceny tych skutków, w odniesieniu do różnych dróg przepływu prądu elektrycznego, można posługiwać się współczynnikiem prądu serca.